# Berig
Berig – na podstawie Getiki pierwszy znany z imienia król Gotów. Podczas jego rządów Goci opuścili Skandzę i dopłynęli do Gothiskandzy.

## Berig wGeticeJordanesa
W dziejopisarskiej wizji Jordanesa Berig jest pierwszym znanym z imienia królem Gotów (rege suo nomine Berig). Bezpośrednio został  wspomniany w Getice trzykrotnie. Podczas jego panowania Goci opuścili Skandzę i na trzech łodziach dopłynęli do Gothiskandzy. Jordanes nie podał imienia poprzednika Beriga, nie znamy też jego bezpośredniego następcy. Wiadomo natomiast, że piątym w kolejności po Berigu władcą miał być Filimer, który wyruszył z Gotami w dalszą wędrówkę do Scytii, zwanej w Getice Oium. Na podstawie tekstu trudno jednoznacznie powiedzieć, czy gockie podboje Ulmerugów oraz Wandalów, opisane po dopłynięciu do Gothiskandzy, można  przypisać Berigowi.